# 静岡市立西奈中学校
静岡市立西奈中学校（しずおかしりつ にしなちゅうがっこう）は、静岡県静岡市葵区東瀬名町にある公立中学校。

## 特色
西奈中学校は、政令市静岡市のほぼ中央に位置し、北街道沿いの瀬名川、瀬名中央、東瀬名町、南瀬名町、瀬名一丁目の一部、弥生町の一部、鳥坂の一部が学区となっている。近くには、鎌倉時代の武将梶原景時が自害したことで有名な梶原山があり、かつては田園地帯だったが、現在は新興住宅地としての賑わいを見せている。また、近隣には大学、高校も多く文教地区の様相も呈している。
地域的には、鎌倉時代から続く集落（瀬名川）を中心に、親子三代が同窓生である家庭もあるなど、比較的まとまりがある地域となっている。
学区は狭く、自転車通学もなく、生徒のほとんどが静岡市立西奈南小学校（ごく一部が西奈小学校、高部小学校）からの持ち上がりで、とても和気あいあいとした、どちらかといえばのんびりとした校風である。ちなみに西奈小学校の大半の児童は静岡市立竜爪中学校へ進学する。
制服は男子が黒の詰襟学生服、女子は紺色のイートンタイプジャケット＆スカートに紺色のリボン。スクールカラーは「濃緑」と「オレンジ」。生徒のジャージも青緑の上下に「西奈」の文字。
校章は1948年（昭和23年）4月に制定。輪郭は、西奈の「西」の字をイメージしたひし形で、上部には富士山をイメージした山が描かれている。校歌は1953年（昭和28年）2月に制定（作詞：渡辺秋校、作曲：高倉正治）。
PTAは、単独でホームページを作るなど活動が盛んで、2006年（平成18年）には優良PTA文部科学大臣表彰を受賞している。

## 沿革

### 経緯
1947年（昭和22年）4月、庵原郡西奈村立西奈中学校として、西奈小学校敷地内に設置される。翌年市町村合併で静岡市立西奈中学校となる。静岡市内では最も古い伝統を誇る学校の一つである。
昭和40年代に入り生徒数の増加に伴い校舎が手狭となり、1974年（昭和49年）には現在地に新校舎を建設移転、その後も生徒増が続き、1987年（昭和62年）には、生徒数1,431人の大規模校となった。そこで、1987年（昭和62年）4月に、西奈中学区から瀬名、長尾、平山、北沼上地区を分離し、新たに静岡市立竜爪中学校が創設された。その後は減少傾向にあり、2003年（平成15年）には333人まで減少、以降は微増傾向にあるが、370人程度（9 - 12学級）で推移している。
2005年（平成17年度）に特別支援学級を設置。

### 年表
- 1947年 - 庵原郡西奈村立西奈中学校として、村立西奈小学校に併設される形で開校
- 1948年 - 西奈村の静岡市編入に伴い、市立北沼上中学校を併合し「静岡市立西奈中学校」に改称
- 1953年 - 校歌制定
- 1962年 - 校旗製作
- 1965年 - 部活動後援会設立
- 1966年 - 創立20周年記念行事
- 1967年 - 優秀PTA表彰を受賞（県PTA連絡協議会）
- 1970年 - 静岡市中体連年間総合1位
- 1972年 - 姉妹校の那覇市立松島中学校長来校
- 1973年 - 静岡市東部給食センターの学校給食開始
- 1974年 - 現在地（当時の地番：静岡市瀬名1021番地の1）に新校舎が完成し移転
- 1975年 - 体育館、プール完成
- 1976年 - 野球部が県大会優勝、中部日本地区選抜野球大会準優勝
- 1967年 - 創立30周年記念式典
- 1978年 - 第3期校舎増設完了
- 1980年 - PTA主催の第1回バザー開催
- 1981年 - 北校舎完成、野球部が中体連県大会、東海大会を制し、全国大会出場（1回戦敗退）
- 1985年 - 正門完工記念式典
- 1987年 - 西奈中学校から静岡市立竜爪中学校が分離開校
- 1988年 - 女子バレー部が新人戦県大会優勝
- 1989年 - 格技場完成
- 1992年 - 校舎耐震補強工事完了
- 1993年 - 女子バスケット部が県協会長杯優勝
- 1995年 - 野球部が中体連東海大会出場
- 1996年 - 卓球部が中体連東海大会出場
- 1997年 - 創立50周年記念式典（記念碑除幕、梶原山記念植樹、記念バザー、記念誌発行）
- 1998年 - タイムカプセル埋設（2013年3月24日開封）
- 2000年 - 教育活動後援会設立（部活動後援会を廃止）
- 2002年 - 野球部が全日本少年軟式野球全国大会出場（ベスト8）、PTAホームページ開設
- 2004年 - PTA主催の第1回資源回収開催、PTA広報紙「巣箱」が県P連広報紙コンクールで優秀賞受賞（県NO1）、2回目の優秀PTA表彰を受賞（県PTA連絡協議会）
- 2005年 - 県P連研究実験委嘱PTAとなる（～2006年）、PTA-OB会（ちゃP会）設立
- 2006年 - 優良PTA文部科学大臣表彰を受賞、PTA父親ボランティアクラブ設立（靴箱製作）、日本PTA関東ブロック研究大会で研究発表
- 2007年 - PTA父親ボランティアクラブがグリーンフェンス塗り
- 2008年 - PTA父親ボランティアクラブが卒業式用階段兼踏み台製作
- 2020年-西奈中学校教室エアコン設置予定

## 学校教育目標
自ら学び、共に高め合う生徒
確かな規範意識・責任感を持ち、主体的に行動し（自立）、互いの人権を尊重しつつより良い人間関係を築く（共生）ことのできる生徒の育成」を目指し、「自ら学び、共に高め合う生徒」を学校教育目標に据え、活力ある学校づくりを経営方針とする。

## 学校行事
| - 4月 - 入学式 - PTA資源回収 - 井川宿泊学習（1年） - 5月 - 修学旅行（3年） - 職業体験学習（2年） - 6月 - 定期テスト - PTA校内クリーン作戦 - 7月 - 中体連 - 8月 - 9月 - 西奈祭（体育祭） - 定期テスト | - 10月 - 生徒会選挙 - PTAときめきバザー（隔年） - 11月 - 合唱祭 - 地域貢献学習 - 定期テスト（3年） - 12月 - 定期テスト（1・2年） - 1月 - 県学力調査テスト（1・2年） - 実力テスト（3年） - 2月 - 定期テスト - 新入生説明会 - 3月 - 3年生を送る会 - 卒業式 - 離任式 |

## 部活動
少子化の影響により部活動は減少しており、現在、10部活が活動している。かつては、運動部には柔道部、水泳部、男子テニス部、サッカー部が、また文化部には、園芸クラブ、茶道クラブ、点字クラブ、囲碁部、野鳥研究会などが存在した。

### 運動部
| - 野球部 - 陸上部 | - 卓球部 - 女子テニス部 | - バスケット部（男・女） - バレー部（男・女） |

### 文化部
- 吹奏楽部
- 美術部

## PTA活動

### 概要
PTAは、「地域で育む」「親子のふれあい」「PTAの活性化」を目標に定めて、事業を体系化し、目的を明確にして事業を推進することに心がけている。
特筆すべき点は、情報発信・集約に積極的に取り組み「地域に開かれたPTA」を目指していることである。2002年（平成14年）に開設したPTAホームページは、PTA活動、学校の様子、部活動、地域の情報等500ページを超える膨大な情報量、ほぼ毎日の更新頻度、ホームページを利用した意見集約など、全国的にも類を見ない内容となっている。
2004年（平成16年）から連続して日本PTA全国協議会（日P）、県PTA連絡協議会（県P）で表彰されている広報紙「巣箱」は、地域全戸の回覧されるなど、子どもたちを地域で育む」環境づくりにも積極的にかかわっている。
また、県Pから「PTA組織と運営」というテーマで研究実験委嘱を受けたことを契機に、全国の優良PTAの事例研究や行事ごとにアンケート形式で参加者の意見集約を行い、その成果として、体育祭での親子対決綱引き、PTA-OB会の結成、父親ボランティアクラブ設立など新しい試みを始めるなど、高い目標意識のもと「PTA活性化」につながる積極的な活動をしている。

### 父親ボランティアクラブ
PTAでは、2005年（平成17年）に父親のPTA活動への参加について検討した結果、先に組織ありきではなく、先に目的ありきの活動を開始することになった。そこで、有志が定期的に校長との情報交換会を行い、学校で父親の力が必要なときに、その都度参加者、もちろんPTAOB会も含め、募集する方法をとっている。 
名前も、父親ボランティアクラブ（略称：父ボラ）と定め、PTA-OB会（略称：ちゃP会）とともに、2006年度（平成17年）から活動を始めた。
- 活動内容
  - 2005年度（平成17年度） - 生徒の靴箱箱作り（18本、360人分）
  - 2006年度（平成18年度） - グリーンフェンス塗り、"NISHINA"のロゴ入り。（延長約100m）
  - 2007年度（平成19年度） - 卒業式用階段兼踏み台製作

### PTA-OB会（ちゃP会）
これまでPTA活動に協力してきたPTA役員が、子どもが卒業しても、PTA行事に参画して、地域から西奈中生を応援することを目的に、PTA-OB会（ちゃP会）」を2005年度（平成17年度）に発足。合言葉は、「西奈中が大好きです」。
- 主な参加行事等
  - PTA活動の支援（資源回収、校内クリーン作戦、梶原山清掃作業、西奈祭）
  - 中体連応援取材、PTAホームページの取材・製作
  - ときめきバザーでの模擬店（たい焼き）

### PTA各賞受賞歴
優良PTA表彰
| 年度         | 賞                             | 主催者 | 備考                           | PTA会長  |
| ------------ | ------------------------------ | ------ | ------------------------------ | -------- |
| 1967(昭和42) | 優良PTA団体表彰                | 県P    | 県内39小・中学校PTA（市内2校） | 望月吉正 |
| 1987(平成62) | 優良PTA団体表彰                | 県P    | 県内42小・中学校PTA（市内5校） | 今川紀   |
| 2004(平成16) | 優良PTA団体表彰                | 県P    | 県内48小・中学校PTA（市内7校） | 大野彰彦 |
| 2006(平成18) | 関東ブロック研究大会発表感謝状 | 県P    | 県内小・中学校PTAのうち1校     | 青木実   |
| 〃           | 優良PTA文部科学大臣表彰        | 日P    | 県内小・中学校PTAのうち1校     | 青木実   |

PTA広報紙コンクール
| 年度          | 賞                         | 主催者 | 備考                                 | PTA会長  |
| ------------- | -------------------------- | ------ | ------------------------------------ | -------- |
| 2003(平成15)  | 市P広報紙コンクール 優秀賞 | 市P    | 中学の部市2位（初受賞）              | 大野彰彦 |
| 2004(平成16)  | 県P広報紙コンクール 優秀賞 | 県P    | 中学の部県1位（初受賞）              | 〃       |
| 〃            | 日P広報紙コンクール 奨励賞 | 日P    | 中学の部県内4PTA受賞（初受賞）       | 〃       |
| 2005(平成17)  | 県P広報紙コンクール 優良賞 | 県P    | 中学の部県2位                        | 青木実   |
| 〃            | 日P広報紙コンクール 奨励賞 | 日P    | 中学の部県内4PTA受賞（2年連続2回目） | 〃       |
| 〃            | 市P広報紙コンクール 優秀賞 | 市P    | 中学の部市2位（2年ぶり2回目）        | 〃       |
| 2006（平成18) | 県P広報紙コンクール 優秀賞 | 県P    | 中学の部県1位（2年ぶり2回目）        | 青木実   |
| 〃            | 日P広報紙コンクール 奨励賞 | 日P    | 中学の部県内4PTA受賞（3年連続3回目） | 〃       |
| 〃            | 市P広報紙コンクール 優秀賞 | 市P    | 中学の部市2位（2年連続3回目）        | 〃       |
| 2007（平成19) | 県P広報紙コンクール 優秀賞 | 県P    | 中学の部県1位（2年連続3回目）        | 青島廣明 |
| 〃            | 日P広報紙コンクール 奨励賞 | 日P    | 中学の部県内4PTA受賞（4年連続4回目） | 〃       |
| 〃            | 市P広報紙コンクール 優秀賞 | 市P    | 中学の部市2位（3年連続4回目）        | 〃       |
| 2008（平成20) | 県P広報紙コンクール 優秀賞 | 県P    | 中学の部県1位（3年連続4回目）        | 〃       |
| 〃            | 日P広報紙コンクール 奨励賞 | 日P    | 中学の部県内4PTA受賞（5年連続5回目） | 〃       |
| 〃            | 市P広報紙コンクール 優秀賞 | 市P    | 中学の部市2位（4年連続5回目）        | 〃       |

### アクセス
- 車の場合（国道1号静清バイパス利用）
  - 浜松方面から：「瀬名IC」下車約3分
  - 沼津方面から：「鳥坂IC」下車約3分
- バスの場合
  - JR静岡駅又は新静岡から、しずてつジャストラインバス竜爪山線「瀬名新田（瀬名川経由）」又は「則沢（そくさわ）」行乗車、所要時間30分、「西奈中学常葉大学入口」バス停下車1分
  - JR草薙駅又は静岡鉄道草薙駅から、しずてつジャストラインバス草薙瀬名新田線「瀬名新田」行乗車、所要時間10分、「西奈中学常葉大学入口」バス停下車1分

## 校区
- 静岡市立西奈南小学校
- 静岡市立西奈小学校（葵区瀬名一丁目の一部のみ）
- 静岡市立清水高部小学校（清水区鳥坂の巴川以北のみで清水第六中学校への変更可）

## アクセス
- しずてつジャストライン竜爪山線・草薙瀬名新田線 西奈中学常葉大学入口バス停から徒歩5分